# 歓談
| ウィキペディアには「歓談」という見出しの百科事典記事はありません（タイトルに「歓談」を含むページの一覧/「歓談」で始まるページの一覧）。 代わりにウィクショナリーのページ「歓談」が役に立つかもしれません。 |